# Bulkeley and Ridley
Bulkeley and Ridley är en civil parish i distriktet Cheshire East, i grevskapet Cheshire, i England. Civil parish är belägen 18 km från Chester. Det inkluderar Bulkeley. Civil parishen inrättades den 1 april 2023.